# Caledonispa
Caledonispa là một chi bọ cánh cứng trong họ Chrysomelidae.
Chi này được Uhmann miêu tả khoa học năm 1952.

## Các loài
Các loài trong chi này gồm:
- Caledonispa freycinetiae Gressitt, 1960
- Caledonispa sarasini (Heller, 1916)